# إسبانيا في الألعاب الأولمبية الصيفية 2004
شارك إسبانيا في دورة الألعاب الأولمبية الصيفية 2004، التي أقيمت في أثينا باليونان، في الفترة الممتدة من 13 أغسطس حتى 29 أغسطس، بوفد قوامه 317 رياضي (177 رجال، 140 نساء) في 23 لعبة.
حصد إسبانيا 19 ميدالية في هذه الدورة (3 ذهبية، 11 فضية، 5 برونزية) محتلاً المرتبة 20 في الترتيب النهائي بين 201 دولة مشاركة.

## قائمة الميداليات
| الميدالية | الرياضي / الرياضية                                                                         | المنافسة                  | المسابقة                        |
| ذهبية     | جيرفاسيو ديفير                                                                             | جمباز فني                 | منصة القفز - رجال               |
| ذهبية     | دافيد كال                                                                                  | كانو-كاياك                | كانوي "سي 1" 1.000 م - رجال     |
| ذهبية     | إيكر مارتينث شابيير فيرنانديث غاثتانياغا                                                   | الشراع                    | 49er - رجال                     |
| فضية      | فرانثسكو خافيير فرنانديث بياليث                                                            | ألعاب القوى               | 20 كيلومتر مشي - رجال           |
| فضية      | خوسيه أنطونيو إرميدا                                                                       | الدراجات الهوائية الجبلية | سباق الفردي - رجال              |
| فضية      | جوان يانيراس                                                                               | دراجات هوائية على المضمار | سباق النقاط - رجال              |
| فضية      | خوسيه أنطونيو إسكوديرو                                                                     | دراجات هوائية على المضمار | كيرين - رجال                    |
| فضية      | دافيد كال                                                                                  | كانو-كاياك                | كانوي "سي 1" 500 م - رجال       |
| فضية      | ماريا كينتانال ثوبيثاريتا                                                                  | رماية                     | الحفرة الأولمبية (Trap) - سيدات |
| فضية      | رافاييل تروخيو فيار                                                                        | الشراع                    | Finn - رجال                     |
| فضية      | ناتاليا فيا دوفريسني ساندرا أثون كانالدا                                                   | الشراع                    | 470 - سيدات                     |
| فضية      | كونتشيتا مارتينث فيرخينيا روانو باسكوال                                                    | كرة المضرب                | زوجي - سيدات                    |
| فضية      | فرانثيسكو خافيير بوسما بابلو إريرا أيبوث                                                   | كرة طائرة شاطئية          | بطولة الرجال                    |
| فضية      | بياتريث فيرير سالات رافاييل سوتو أندرادي خوسيه أنطونيو خيمينيث كوبو إغناثيو رامبلا ألغارين | فروسية                    | ترويض الخيول الفرقية            |
| برونزية   | سيرجي إسكوبار                                                                              | دراجات هوائية على المضمار | سباق المطاردة الفردية - رجال    |
| برونزية   | باتريثيا مورينو سانتشيث                                                                    | جمباز فني                 | حركات أرضية - سيدات             |
| برونزية   | بياتريث فيرير سالات                                                                        | فروسية                    | ترويض الخيول الفردية            |
| برونزية   | جوان لينو مارتينث                                                                          | ألعاب القوى               | قفز طويل - رجال                 |
| برونزية   | سيرجي إسكوبار كارلوس كاستانيوس باناديرو أسيير مايثتو فيابيتيا كارلوس تورينت تاريس          | دراجات هوائية على المضمار | سباق المطاردة الفرقية - رجال    |